# Ö̆
Cette page contient des caractères spéciaux ou non latins. S’ils s’affichent mal (▯, ?, etc.), consultez la page d’aide Unicode.
Ö̆ (minuscule : ö̆), appelé O tréma brève, est un graphème qui a été utilisé dans la transcription de langues turciques. Il s'agit de la lettre o diacritée d’un tréma et d’un brève.

## Représentations informatiques
Le O tréma brève peut être représenté avec les caractères Unicode suivants :
- décomposé et normalisé NFC (latin étendu A, diacritiques) :

| formes    | représentations | chaînes de caractères | points de code | descriptions                                      |
| --------- | --------------- | --------------------- | -------------- | ------------------------------------------------- |
| capitale  | Ö̆               | Ö◌̆                    | U+00D6 U+0306  | lettre majuscule latine o tréma diacritique brève |
| minuscule | ö̆               | ö◌̆                    | U+00F6 U+0306  | lettre minuscule latine o tréma diacritique brève |

- décomposé et normalisé NFC (latin de base, diacritiques) :

| formes    | représentations | chaînes de caractères | points de code       | descriptions                                                  |
| --------- | --------------- | --------------------- | -------------------- | ------------------------------------------------------------- |
| capitale  | Ö̆               | O◌̈◌̆                   | U+004F U+0308 U+0306 | lettre majuscule latine o diacritique tréma diacritique brève |
| minuscule | ö̆               | o◌̈◌̆                   | U+006F U+0308 U+0306 | lettre minuscule latine o diacritique tréma diacritique brève |